# Разбитые сердца
«Разбитые сердца» (англ. «Broken Hearts») — десятый эпизод второго сезона американского драматического телесериала «Родина», и 22-й во всём сериале. Премьера состоялась на канале Showtime 2 декабря 2012 года.

## Сюжет
Сол (Мэнди Патинкин) разговаривает с Даром Адалом (Ф. Мюррей Абрахам) в местной закусочной. Адал подтверждает, что Куинн (Руперт Френд) один из его людей в распоряжении Эстеса, но для какой цели, он утверждает, что не знает. Позже, в Лэнгли, Сол противостоит Эстесу (Дэвид Хэрвуд) по поводу того, почему Куинн участвует в операции. Эстес приходит в ярость, когда Сол намекает, что Куинн был нанят для убийства Броуди, чтобы прикрыть соучастие Броуди в дронной атаке, которая убила сына Абу Назира (Навид Негабан), Иссу. Куинн подходит к ним, сообщая, что Кэрри (Клэр Дэйнс) попала в автомобильную аварию и теперь исчезла. Сол направляется на место аварии. Пока его нет, Эстес говорит Куинну: «Он знает.»
В убежище, Джессика (Морена Баккарин) и Майк (Диего Клаттенхофф) вспоминают проведённую вместе ночь. Они начинают целоваться, но останавливаются, когда слышат Броуди (Дэмиэн Льюис) у двери. Броуди получает звонок от Назира, который взял Кэрри в заложники в заброшенной мельнице. Он упрекает Броуди за предательство и угрожает убить Кэрри, если Броуди не выполнит задание для него. Он приказывает Броуди войти домашний офис вице-президента Уолдена (Джейми Шеридан) в Военно-морской обсерватории и забрать серийный номер, который соответствует кардиостимулятору Уолдена. Он объясняет, что сможет использовать серийный номер, чтобы манипулировать кардиостимулятором без проводов.
В то время как Кэрри и Назир впадают в жаркие дебаты этики, Броуди идёт в Обсерваторию и узнаёт, что Уолден на встрече с послом Израиля в Соединённых Штатах. Он проникает в офис Уолдена и через сообщение передаёт серийный номер Абу Назиру, только после подтверждения того, что Кэрри свободна. Назир отправляет серийный номер сообщнику, который сидит за компьютером. Уолден, закончив встречу, заходит в офис и обнаруживает Броуди. Броуди говорит Уолдену, что он отказывается быть кандидатом на пост вице-президента, чтобы позаботиться о своей семье; Уолден щетинится над идеей. Сообщник Назира получает доступ к кардиостимулятору и ускоряет его сердцебиение, вызывая сердечный приступ. Броуди видит, как Уолден борется, и раскрывает свою истинную мотивацию отказа: его желание снова быть «чистым». Он говорит, что он не согласен со всем, что поддерживает Уолден. Уолден пытается позвать помощи, но Броуди толкает рабочий телефон за пределы досягаемости Уолдена. Пока Уолден изнемогает, Броуди говорит ему: «Ты ещё не понял, да? Я убиваю тебя.» После того, как Уолден умер, Броуди наконец-то зовёт на помощь.
Финн (Тимоти Шаламе) навещает Дану (Морган Сэйлор), говоря ей, что факт того, что он убил кого-то, преследует его каждый день, и что только с Даной он может говорить об этом. Он поднимает идею о возобновлении их отношений, но Дана отказывается.
Кэрри, получив свободу, останавливает водителя грузовика на неизвестной дороге и хватает телефон водителя, чтобы позвонить Солу, сообщая ему о своём местонахождении. Силы Лэнгли движутся в массовом порядке, но когда Сол выходит из здания ЦРУ, его задерживают двое мужчин. Он говорит офицерам позвонить Эстесу, чтобы вытащить его оттуда, но они сообщают ему, что Эстес уже об этом знает. Не согласная ждать подкрепления, Кэрри возвращается к заброшенной мельнице в поисках Назира. Эпизод заканчивается тем, что Кэрри открывает дверь, где, как она считает, скрывается Назир.

### Умер
- Уильям Уолден: убит дистанционным управлением его кардиостимулятора, пока Броуди не давал ему позвать на помощь

## Производство
Сценарий к эпизоду написал исполнительный продюсер Генри Бромелл, а режиссёром стал Гай Ферленд.
В момент трансляции эпизода, взломанный кардиостимулятор эпизода, включавший метод убийства вице-президента Уолдена с помощью инфаркта, был назван нереальным, но позже было обнаружено, что он был основан на реальной озабоченности безопасностью, в отношении кардиостимулятора бывшего вице-президента Дика Чейни, который был имплантирован в тогдашнего вице-президента в 2007 году. Как и в сюжете «Разбитых сердец», сердечный приступ мог дистанционно быть вызван кем-то, кто возможно взломал кардиостимулятор Чейни:
«Я посчитал [описание] достоверным, потому что я знал из опыта, что у нас были оценки необходимости моего собственного устройства, что это было точным изображением того, что было возможным», — сказал Чейни о сюжете.

## Реакция

### Рейтинги
Во время оригинального показа, эпизод посмотрели 2.20 миллионов зрителей, поднявшись в аудитории и став самым просматриваемым эпизодом на данный момент.

### Реакция критиков
Уилла Паскин из «Salon» описала эпизод как нереалистичный и назвала многие из сцен необязательными.
Майкл Хоган из «The Huffington Post» сказал: «Я только что закончил смотреть новый эпизод „Родины“ и, боже, мои мышцы прекращения неверия устали.»
Скотт Коллура из IGN оценил «Разбитые сердца» на 8.5 из 10, также подчёркивая нереальные сюжетные моменты в эпизоде.